# Xolmis rubetra
A Xolmis rubetra a madarak (Aves) osztályának verébalakúak (Passeriformes) rendjébe és a királygébicsfélék (Tyrannidae) családjába tartozó faj.

## Rendszerezés
A fajt Hermann Burmeister német zoológus írta le 1860-ban, a Taenioptera nembe  Taenioptera Rubetra néven. Besorolása vitatott, egyes rendszerezők a Neoxolmis nembe sorolják, Neoxolmis rubetra néven.

## Alfajai
- Xolmis rubetra rubetra (Burmeister, 1860)
- Xolmis rubetra salinarum Nores & Yzurieta, 1979[1]

## Előfordulása
Argentína területén honos. Természetes élőhelyei a mérsékelt övi, szubtrópusi és trópusi gyepek és cserjések, édesvízi tavak környékén. Vonuló faj.

## Megjelenése
Testhossza 22 centiméter.

## Természetvédelmi helyzete
Az elterjedési területe nagyon nagy, egyedszáma ugyan csökken, de még nem éri el a a kritikus szintet. A Természetvédelmi Világszövetség Vörös listáján nem fenyegetett fajként szerepel.